# Kmetija (franšiza)
Kmetija je resničnostni šov, ki ga ustvarila švedska produkcijska skupina Strix. Predvajana je bila že v 25 državah.
Podobno kot v Big Brotherju na kmetiji 10 tednov živi 12 ljudi. Na kmetiji tekmovalci delajo kot kmetje pred 100 leti. Na kmetiji vzrejajo živali in delajo na polju.
Vsak teden je nekdo postavljen za glavo družine, po navadi ga določi izseljeni tekmovalec iz preteklega tedna. Glava družine določi hlapca in deklo. Ostali tekmovalci glasujejo za hlapca ali pa za deklo. Tekmovalec z več glasovi se na koncu tedna bori v dvoboju kot prvi dvobojevalec. Sam določi drugega dvobojevalca. Dvobojevalca se vselita vsak v svojo kajžo, v kateri preživita noč pred dvobojem. Zjutraj pred dvobojem se drugi dvobojevalec odloči, v katerem dvoboju se bosta pomerila. Na izbiro ima: znanje, vrv in žago. Nato se zgodi dvoboj v areni in poraženec dvoboja mora zapustiti kmetijo. Nekatere različice oddaje imajo pri izločanju proces s telefonskim glasovanjem.

## Kmetija po svetu
Trenutno poteka
     Pričakujejo novo sezono
     Oddaje več ni na sporedu
| Regija / Država                       | Ime različice                                  | Program                           | Zmagovalci | Glavna Nagrada                                                               | Voditelj |
| ------------------------------------- | ---------------------------------------------- | --------------------------------- | --- | ---------------------------------------------------------------------------- | --- |
| Arabski svet                          | الوادي Al Wadi                                 | Lebanese Broadcasting Corporation | Sezona 1, 2005: Meshari Alballan | $100.000 (€80.000)                                                           | Karen Dirkalostian |
| Baltske države                        | Farm Ferma                                     | TV3                               | Sezona 1, 2003: Una | 500.000 EEK (32.000 EUR)                                                     | Valdo Kase Kiur Aarma Jaanus Nõgisto Jaanus Rohumaaga |
| Beneluks                              | De Farm                                        | vtm Yorin                         | Sezona 1, 2005: Matthijs Vegter | €50.000                                                                      | Evi Hanssen Gijs Staverman |
| Brazilija                             | A Fazenda                                      | Rede Record                       | Sezona 1, 2009: Dado Dolabella Sezona 2, 2009: Karina Bacchi Sezona 3, 2010: Daniel Bueno Sezona 4, 2011: Joana Machado Sezona 5, 2012: Viviane Araújo Sezona 6, 2013: Bárbara Evans Sezona 7, 2014: DH Silveira Sezona 8, 2015: Douglas Sampaio Sezona 9, 2017: Flávia Viana Sezona 10, 2018 Prihajajoča sezona | R$1.000.000 (€400,000) - Sezona 1-2 R$2.000.000 (€800,000) - Sezona 3-       | Britto Júnior (1- 7) Roberto Justus (8-9) |
| Brazilija                             | Fazenda de Verão                               | Rede Record                       | Sezona 1, 2012: Angelis Borges | ???                                                                          | Britto Júnior (1- 7) Roberto Justus (8-9) |
| Bolgarija                             | Фермата Farma                                  | bTV                               | Sezona 1, 2015: Rhino Uzunov Sezona 2, 2016: Stoyan Spasov Sezona 3, 2017: Yani Andreev Sezona 4, 2018: Prihajajoča sezona | 100.000 Leva (€50.000)                                                       | Ivan Hristov Andrey Arnaudov |
| Čile                                  | La Granja                                      | Canal 13                          | Sezona 1, 2005: Gonzalo Egas | C$50.000.000 (€76.000)                                                       | Sergio Lagos |
| Čile                                  | La Granja VIP                                  | Canal 13                          | Sezona 2, 2005: Javier Estrada | C$50.000.000 (€76.000)                                                       | Sergio Lagos |
| Čile                                  | Granjeras                                      | Canal 13                          | Sezona 3, 2005: Angélica Sepúlveda | C$50.000.000 (€76.000)                                                       | Sergio Lagos |
| Češka                                 | Farma                                          | Nova                              | Sezona 1, 2012: Michal Páleník | Kč1.000.000 (€40.000)                                                        | Tereza Pergnerová |
| Kolumbija                             | La Granja Tolima                               | Caracol TV                        | Sezona 1, 2004: Alejandro Pineda Sezona 2, 2010-2011: Benjamín Herrera | 300.000.000 COP (€120.000)                                                   | Alejandro Martínez Paula Jaramillo Natalia París Mauricio Vélez                                                                                                |
| Hrvaška                               | Farma                                          | Nova TV                           | Sezona 1, 2008: Rafael Dropulić Sezona 2, 2009: Mario Mlinarić Sezona 3, 2010: Kristijan "Kiki" Rahimovski Sezona 4, 2015: Blaženka Slamar Sezona 5, 2016: Goran Kaleb | 500.000 kn (€67.000) - Sezona 1 324.000 kn (€43.000) 269.000 kn (€36.000)    | Mia Kovačić (Sezona 1-3) Nikolina Pišek (Sezona 2-3) |
| Danska                                | Farmen                                         | TV 2                              | Sezona 1, 2004: Thomas Graa Sezona 2, 2005: Natanya Sukkot | 500.000 DKK (€67.000)                                                        | Sonny Rønne Pedersen (Sezona 1) Jakob Kjeldbjerg (Sezona 2) |
| Dominikanska republika                | La Finca                                       | Antena Latina                     | Sezona 1, 2010: Aquiles Correa | Tania Báez                                                                   | |
| Francija                              | La Ferme Célébrités                            | TF1                               | Sezona 1, 2004: Pascal Olmeta Sezona 2, 2005: Jordy Lemoine Sezona 3, 2010: Mickael Vendetta | €180.000 - Sezona 1-2 €110.000 (Sezona 3)                                    | Christophe Dechavanne (Sezona 1-2) Patrice Carmouze (Sezona 1-2) Benjamin Castaldi (Season 3) Jean-Pierre Foucault (Season 3)                                  |
| Nemčija                               | Die Farm                                       | RTL                               | Sezona 1, 2010: Markus Sezona 2, 2011: Odpovedana | €50.000                                                                      | Inka Bause |
| Grčija                                | Φάρμα Farma                                    | Mega TV                           | Sezona 1, 2002: Paz Pipitsouli Sezona 2, 2004: John Pyrgelis |                                                                              | Grigroris Arnaoutoglou |
| Grčija                                | Φάρμα VIP Farma VIP'                           | Mega TV                           | Sezona 1, 2003: Neznan |                                                                              | Grigroris Arnaoutoglou |
| Madžarska                             | A Farm                                         | Viasat 3                          | Sezona 1, 2002: Neznan |                                                                              | Neznan |
| Madžarska                             | Farm                                           | RTL Klub                          | Season 2, 2016: Gábor Kiss |                                                                              | Anikó Nádai Zé Fördős |
| Italija                               | La Fattoria                                    | Italia 1 Canale 5                 | Sezona 1, 2004: Danny Quinn Sezona 2, 2005: Raffaello Tonon Sezona 3, 2006: Rosario Rannisi Sezona 4, 2009: Marco Baldini | €100.000                                                                     | Daria Bignardi (Sezona 1) Barbara D'Urso (Sezona 2-3) Paola Perego (Sezona 4)                                                                                  |
| Irska                                 | Celebrity Farm                                 | RTÉ One                           | Sezona 1, 2004: George McMahon | €50.000                                                                      | Mairéad McGuinness |
| Norveška                              | Farmen                                         | TV 2                              | Sezona 1, 2001: Gaute Grøtta Grav Sezona 2, 2003: Bjørn Tore Bekkeli Sezona 3, 2004: Snorre Rotbæk Sezona 4, 2007: Mikkel Isak Eira Sezona 5, 2008: Silje Hvarnes Sezona 6, 2010: Leif Birger Mækinen Sezona 7, 2011: Tommy Rodahl Sezona 8, 2012: Ingvild Thygesen Sezona 9, 2013: Morten Heggdal Sezona 10, 2014: Magnhild Vik Sezona 11, 2015: Eilev Bjerkerud Sezona 12, 2016: Laila Lockert Sezona 13, 2017: Halvor Sveen Sezona 14, 2018: ''Prihajajoča sezona'' | 1.000.000 NOK (€125.000)                                                     | Sarah Natasha Melbye (Sezona 1) Frithjof Wilborn (Sezona 2) Gaute Grøtta Grav (Sezona 3-12) (1. sezona slavni)                                                 |
| Norveška                              | Farmen kjendis (Format slavni)                 | TV 2                              | Sezona 1, 2017: Leif Einar Lothe Sezona 2, 2018: Pål Anders Ullevålseter |                                                                              | Sarah Natasha Melbye (Sezona 1) Frithjof Wilborn (Sezona 2) Gaute Grøtta Grav (Sezona 3-12) (1. sezona slavni)                                                 |
| Portugalska                           | Quinta das Celebridades                        | TVI                               | Sezona 1, 2004: José Castelo Branco Sezona 2, 2005: Rute Marques |                                                                              | Júlia Pinheiro José Pedro Vasconcelos |
| Portugalska                           | A Quinta (pol slavni pol neznani))             | TVI                               | Sezona 3, 2015: Kelly Medeiros |                                                                              | Teresa Guilherme |
| Portugalska                           | A Quinta: O Desafio (Reality All-Stars format) | TVI                               | Sezona 1, 2016: Luís Nascimento |                                                                              | Teresa Guilherme |
| Slovaška                              | Farma                                          | Markíza                           | Sezona 1, 2011: Andrea Járová Sezona 2, 2012: Radomír Spireng Sezona 3, 2012: Mário Drobný Sezona 4, 2013: Pavol Styk Sezona 5, 2014: Lenka Švaralová Sezona 6, 2015: Tomáš Mayer Sezona 7, 2016: Tomáš Mrva Sezona 8, 2017:Miroslav Povec Sezona 9, 2017: Šimon Néma Sezona 10, 2018: Prihajajoča sezona | €50.000                                                                      | Kveta Horváthová |
| Slovenija                             | Kmetija                                        | POP TV                            | Sezona 1, 2007: Daša Hliš Sezona 2, 2008: Cirila Jeršin Sezona 3, 2011: Matej Drečnik Sezona 7, 2017: Milena Žižek Sezona 8, 2018: Franko Bajc Sezona 9, 2019: Jan Klobasa in Tilen Klobasa Sezona 10. 2021:Tilen Brglez Sezona 11. 2022: ? | 50.000 € (sezona 1–2, 8) Kmetija + 6.300 € (sezona 3) Do 75.000 € (sezona 7) | Špela Močnik (sezona 1–2) Lili Žagar (sezona 3) Natalija Bratkovič (sezona 7–)                                                                                 |
| Slovenija                             | Kmetija: Nov začetek                           | Planet TV                         | Sezona 4, 2014: Denis Toplak Sezona 5, 2015: Fahrudin Čaušević - Faki Sezona 6, 2016: Adriana Košenina | 50.000 €                                                                     | Saša Lendero (4–5) Jasna Kuljaj (6) |
| Slovenija                             | Kmetija slavnih                                | POP TV                            | Sezona 1, 2009: Goran Breščanski | 36.300 €                                                                     | Anja Križnik Tomažin |
| Španija                               | La Granja                                      | Antena 3                          | Sezona 1, 2004: Loreto Valverde Sezona 2, 2005: Miguel Ángel Redondo | €120.000 (Sezona 1) €180.000 (Sezona 2)                                      | Terelu Campos |
| Španija                               | Acorralados                                    | Telecinco La Siete                | Sezona 1, 2011: Nagore Robles | €120.000                                                                     | Jorge Javier Vázquez |
| Finska                                | Farmi                                          | Nelonen 4                         | Sezona 1, 2014: Sanni Korva | €30.000                                                                      | Ellen Jokikunnas |
| Švedska                               | Farmen                                         | TV4                               | Sezona 1, 2001: Benny Vibeg Sezona 2, 2002: Inger Andersson Sezona 3, 2003: Verónica Larsson Sezona 4, 2004: Pia Flodner Sezona 5, 2004: Christian Gergils Sezona 6, 2013: Erik Persson Sezona 7, 2014: Maria Dahlberg Sezona 8, 2015: Örjan Selien Sezona 9, 2016: Fredrik Rosenkvist Sezona 10, 2017: Niklas Ravnestam Sezona 11, 2018: Stefan Eriksson Sezona 12, 2019: Prihajajoča sezona                                                                          | 500.000 SEK (€55.000)                                                        | Hans Fahlén (Season 1-2) Linda Isacsson (Sezona 3-4) (Sezona 6-7) Filippa Lagerback (Sezona 5) Paolo Roberto (Sezona 8–10: Original Format)(1. sezona slavnih) |
| Švedska                               | Farmen VIP (Slavni)                            | TV4                               | Sezona 1, 2018: Trenutna sezona | 500.000 SEK (€55.000)                                                        | Hans Fahlén (Season 1-2) Linda Isacsson (Sezona 3-4) (Sezona 6-7) Filippa Lagerback (Sezona 5) Paolo Roberto (Sezona 8–10: Original Format)(1. sezona slavnih) |
| Turčija                               | Ünlüler Çiftliği                               | ATV                               | Sezona 1, 2004: Neznan Sezona 1, 2004: Neznan Sezona 2, 2004: Neznan |                                                                              | Seray Sever |
| Združeno kraljestvo                   | The Farm                                       | Five                              | Sezona 1, 2004: Jeff Brazier Sezona 2, 2005: Keith Harris |                                                                              | Ed Hall (1. sezona) Colin McAllister (2. sezona) Justin Ryan (2. sezona)                                                                                       |
| Bosna in Hercegovina Črna gora Srbija | Фарма Farma                                    | RTV Pink Narodna TV               | Sezona 1, 2009: Srbija: Milan Topalović, »Topalko« Sezona 2, 2010: Srbija: Miloš Bojanić Sezona 3, 2010: Srbija: Katarina Živković Sezona 4, 2011: Bosnia and Herzegovina: Sulejman Haljevac Memo Sezona 5, 2013: Srbija: Jelena Golubović Sezona 6, 2015: Srbija: Stanija Dobrojević Sezona 7, 2016: Srbija: Jelena Golubović Sezona 8, 2024: ''Prihajajoča sezona''                                                                                                  | €100.000                                                                     | Aleksandra Jeftanović (1-6) Dušica Jakovljević (6-7) Ognjen Amidžić                                                                                            |
| Romunija                              | Ferma vedetelor (Slavni)                       | PRO TV                            | Sezona 1, 2015: George Vintilă Sezona 2, 2016: Paul Ipate Season 3, 2018: Tania Popa | $100.000 (€80.000)                                                           | Karen Dirkalostian |

Trenutne sezone:
     Sezona se je že začela .
     Sezona se bo začela.
| Država    | Ime sezone  | Datum začetka   | Datum konca | Dni | Stanovalcev | Nagrada                |
| --------- | ----------- | --------------- | ----------- | --- | ----------- | ---------------------- |
| Bolgarija | Фермата     | 2015            | 2015        |     |             | 100.000 Leva (€50.000) |
| Brazilija | A Fazenda 8 | 2015            | 2015        |     |             | R$ 2.000.000           |
| Slovaška  | Farma       | 28. August 2014 | 2014        | 105 |             | 50.000 €               |
| Norveška  |             | 2015            | 2015        |     |             |                        |